# Oktobermanifest

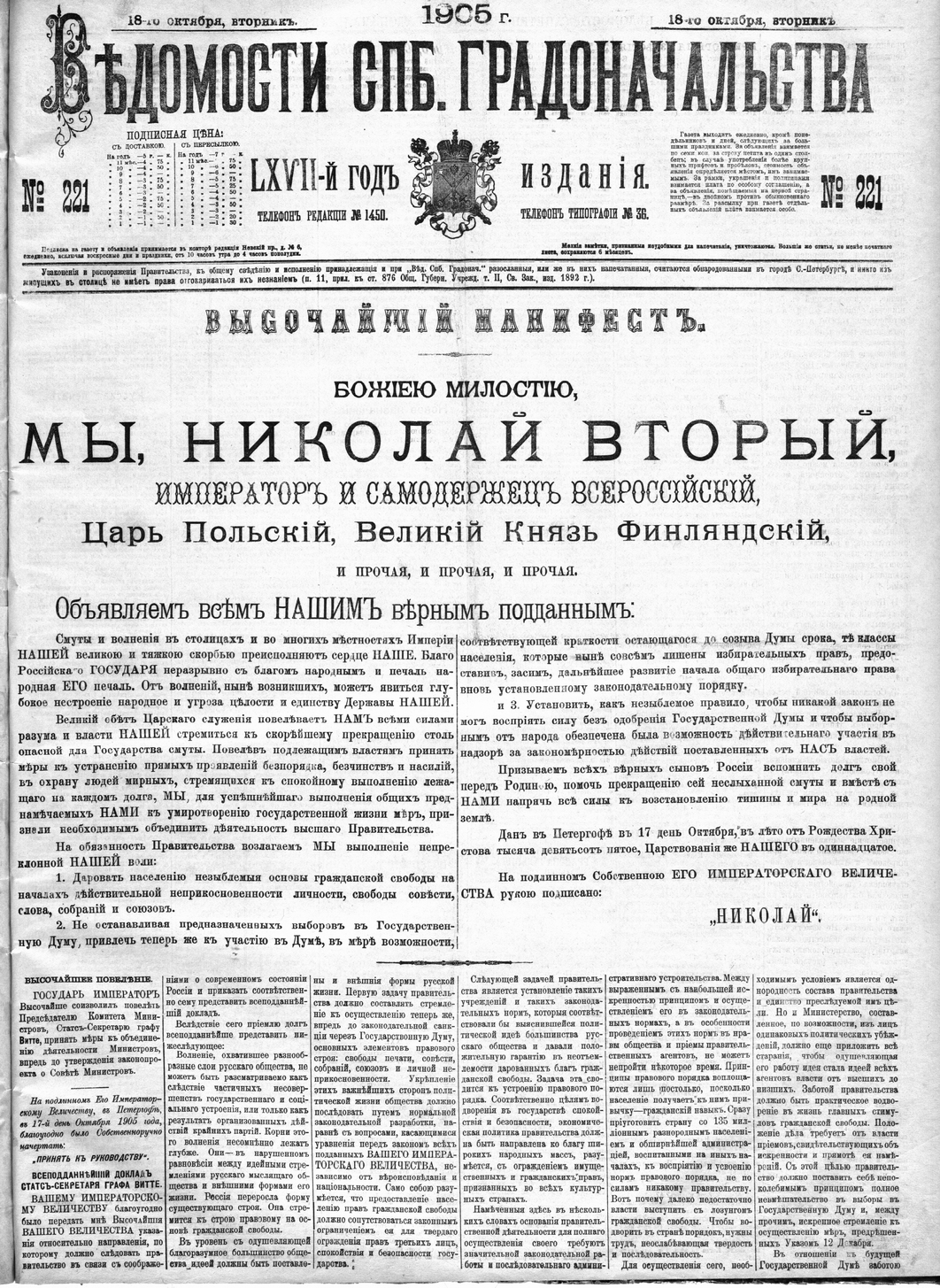
Offizieller Text des Oktobermanifests

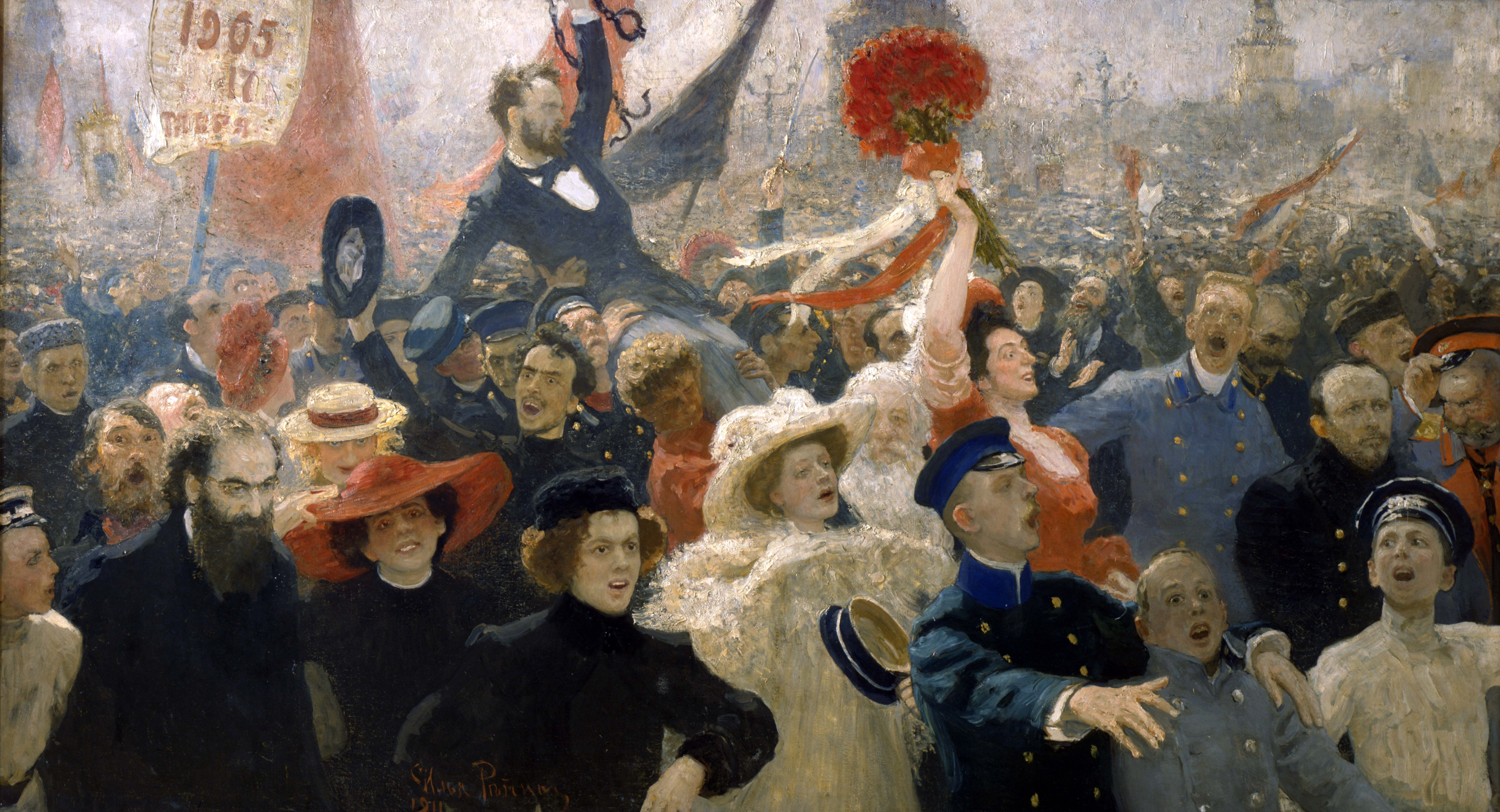
Oktobermanifest von Ilja Repin

Das Oktobermanifest (offiziell „Manifest über die Verbesserung der staatlichen Ordnung“; russisch Высочайший Манифест Об усовершенствовании государственного порядка, Wyssotschaischi Manifest Ob ussowerschenstwowanii gossudarstwennowo porjadka) vom 17. Oktoberjul. / 30. Oktober 1905greg., ausgearbeitet von Sergei Witte, war die Antwort von Zar Nikolaus II. auf die andauernden Unruhen und Streiks während der Russischen Revolution 1905.

## Inhalt
Das Manifest erlaubte die Einführung eines Zweikammerparlamentes, bestehend aus dem Staatsrat (Reichsrat) und der neu zu bildenden Duma, ohne deren Einwilligung kein Gesetz in Kraft treten sollte. Für diese wurde das allgemeine Wahlrecht für männliche Bürger in Aussicht gestellt. Das Manifest gewährte zudem bürgerliche Grundrechte: Persönlichkeitsrechte, Gewissensfreiheit, Meinungsfreiheit, Versammlungsfreiheit und Vereinigungsfreiheit. Es war damit Vorläufer der ersten russischen Verfassung.
Gleichzeitig wurde mit dem Oktobermanifest auf Vorschlag einer Kommission aus den Sprachwissenschaftlern Alexei Schachmatow, Alexander Sergejewitsch Lappo-Danilewski und Sergei Oldenburg der Emser Erlass von 1876 aufgehoben, mit dem die Einfuhr von kleinrussischen, d. h. ukrainischsprachigen Publikationen im Russischen Reich verboten worden war.

## Auswirkungen
Faktisch veränderte das Manifest nicht viel. Der Zar hatte weiterhin große Macht über die Duma und blockierte diese vielfach durch sein Veto. Ebenfalls wurde sie mehrfach von ihm aufgelöst, was Neuwahlen nach sich zog. Nach dem Manifest gab sich die Gruppe der Oktobristen den Namen konstitutionelle Monarchisten, die weitgehend für seine Bestimmungen eintraten, während die Bolschewiki das Manifest von Anfang an als „Betrug“ und „unbefriedigend“ ablehnten.